# Prostitute Disfigurement
Prostitute Disfigurement (v překladu z angličtiny znetvoření prostitutky) je nizozemská brutal death metalová kapela z Veldhovenu založená v roce 2000 pod názvem Disfigure. O rok později se přejmenovala na současný název.
Debutové studiové album Embalmed Madness vyšlo v roce 2001 pod hlavičkou vydavatelství Dismemberment Records. K roku 2021 má kapela na svém kontě celkem šest dlouhohrajících alb.

## Diskografie

### Dema
- Disfigure (2001) – pod dřívějším názvem kapely Disfigure
- Advance Promo 2002 (2002)

### Studiová alba
- Embalmed Madness (2001)
- Deeds of Derangement (2003)
- Left in Grisly Fashion (2005)
- Descendants of Depravity (2008)
- From Crotch to Crown (2014)[1]
- Prostitute Disfigurement (2019)

### Singly
- The Way of All Excrement (2018)
- Happily to the Gallows (2018)